# Suécia nos Jogos Olímpicos de Inverno de 1932
A Suécia mandou 12 competidores que disputaram cinco modalidades nos Jogos Olímpicos de Inverno de 1932, em Lake Placid, nos Estados Unidos. A delegação conquistou 3 medalhas no total, sendo uma de ouro, e duas de prata.